# Holotrichia parvioculata
Holotrichia parvioculata är en skalbaggsart som beskrevs av Gilbert John Arrow 1948. Holotrichia parvioculata ingår i släktet Holotrichia och familjen Melolonthidae. Inga underarter finns listade i Catalogue of Life.